# Raion de Kremenets
El Raion de Kremenets (ucraïnès: Кременецький район:) és un raion (districte) a l'oblast de Ternópil a l'Ucraïna occidental. El centre administratiu és la ciutat de Krèmenets.

## Història
L'àrea va ser coneguda com a Kremenets Uiezd quan formava part de l'Imperi rus. Va formar part del Gubèrnia de Volinia.